# Червеномогилски пролом
Червеномогилският пролом е пролом в Западна България, в горното течение на река Струма.
Разположен е между планината Голо бърдо и възвишението Червена могила. Проломът е образуван в червени триаски пясъчници. През него минават жп линията и шосето Перник – Радомир.
В книга I от Известия на Българско географско дружество, излязла през 1933 г. на 306 стр., 7 ред от долу нагоре, Жеко Радев е написал: „Между с. Студена и с. Крапец – Попово е Червеномогилски пролом. Той свързва Попово - Крапецкото разширение с Пернишката котловина“. По-нататък на стр. 313 стр. уточнява: „Току над с. Студена, р. Струма е изработила първия си пролом. Това е теснината между Червена могила (908 m) и връх Буга глава (1003 m) от снагата на Голо бърдо. Проломът е изработен в червените кварцитизувани терциерни пясъчници. Заедно със среднотриаските варовици и синкаво-жълтеникави пясъчници, те образуват снагата на Голо бърдо до Радомирското поле, дето се скриват под делувиалните и съвременни свлачищни материали от склоновете на планината. Под Червена могила и в пролома червените пясъчници имат до 30 – 35% южно наклонение."